# Jatwieź (rejon wołkowyski)
Jatwieź (biał. Ятвезь; ros. Ятвезь) – wieś na Białorusi, w obwodzie grodzieńskim, w rejonie wołkowyskim, w sielsowiecie Subacze, przy drodze republikańskiej P78. Od wschodu sąsiaduje z Wołkowyskiem.
W dwudziestoleciu międzywojennym leżała w Polsce, w województwie białostockim, w powiecie wołkowyskim, w gminie Biskupice.